# Перкалаба
«Фамілія Перкалаба» («лат. Familia Perkalaba») — музичний гурт з Івано-Франківська. З'явився в 1998 році. Стиль музики максимально наближений до фольк-року на гуцульський мотив. Тексти пісень — прості, а музика — гармонійна, легка, з гумором та зарядом позитиву.

## Про гурт
Назва гурту походить від назви віддаленого гуцульського хутора в Українських Карпатах, що на межі Чернівецької та Івано-Франківської областей і кордону з Румунією (там само протікає й річка Перкалаб). Початок існування гурту припадає на 1998 рік, тоді гурт «Перкалаба» мав свій перший виступ на фестивалі «Червона Рута».
Музичний стиль гурту на початку діяльності — близький до ска-панку і регі, але з часом творчість групи дедалі більше наближалася до традиційної гуцульської музики. Сучасну творчість гурту можна віднести до напрямку фольк-рок. Учасники гурту підкреслюють тяжіння до простоти, природної гармонії, легкості, гумору і заряду позитивної енергії. Тексти також, за свідченням учасників гурту, не обтяжені смисловою функцією.
У 2006—2007 учасники гурту з прізвиськами «Федот», басист «Хотаб» і ударник «Гама» разом з тодішнім гітаристом Сергієм Леоновим були учасниками етно-рок гурту «Рура».
«Федот» у 2010 став вокалістом гурту «Перкалабські придатки», який створили у 2010 році, як побічний проєкт музикантів «Перкалаби». До нього входили Андрій «Федот» Федотов — вокал, гітара, бас, тромбон, Ярема Стецик — вокал, бас, гітара, Лев «Скрипа» Скренткович — вокал, барабани, перкусія. Після розпуску «Перкалабських придатків» Ярема Стецик заснував ансамбль «Пенсія», Андрій Федотов — гурт «BuhNay».
2 квітня 2017 року в Івано-Франківську раптово помер рок-музикант, колишній вокаліст і тромбоніст гурту Андрій Федотов. Причиною смерті був серцевий напад.
Піснею «КОЛО» гурт долучився до акції «Так працює пам'ять», присвяченої пам'яті Данила Дідіка і всім, хто віддав життя за незалежність України.

## Склад гурту

### Теперішні учасники
- Сергій Шваюк — труба, акордеон, беквокал
- Юрій Шацький — гітара, вокал
- Даня «Скапанкович» Добровольский — бас-гітара, бек-вокал
- Олександр Котюх — труба, бек-вокал
- Любомир Чорнокожа — саксофон, бек-вокал
- Олег Сабадиш — акордеон
- Березень — барабани, перкусія
- Олег «Мох» Гнатів — продюсер, вокал, мольфарини

### Колишні учасники
- Андрій «Федот» Федотов — вокал, гітара, тромбон, перкусія
- Василь «Sha Man» Юрців — вокал
- Сергій Лєонов — гітара, вокал
- Віктор Новожилов — гітара, вокал
- Ярема Стецик — бас-гітара
- Петро «Хоттаб» Квич — бас-гітара
- Олександр Грідін — бас-гітара
- Ігор Шургот — бас-гітара
- Володимир «ВовенJAH» Шотурма — цимбали, бек-вокал
- Петро «Петрович» Сказків — цимбали, бек-вокал
- «Гама» — барабани
- Олександр Сингаєвський — барабани
- Лев Скренткович — барабани
- Ігор Римик — барабани, перкусія
- Руслана Хазіпова — бек вокал, джумбей, танці
- Орест Гудима — тромбон
- Віктор «Дядько Вітя» Степанюк — тромбон
- Тарас Коломієць — фагот
- Толік Гармаш

## Дискографія
- «Горрри!» (2005)
- «Qzzaargh vs Перкалаба» (2006)
- «Говорить Івано-Франківськ!» (2007)
- «!Чидро» (2009)
- «Дідо» (2011)
- «Джєрґа» (2013)
- «Argelujah (EP)» (2016)
- «Daraba» (2016)
- «#ґазззууу» (2019)